# پاتریک مودیانو
پاتریک مودیانو (به فرانسوی: Patrick Modiano) (زاده ۳۰ ژوئیه ۱۹۴۵) نویسنده و فیلم‌نامه‌نویس قرن بیستم میلادی اهل فرانسه و برنده جایزه نوبل ادبیات در سال ۲۰۱۴ است. مودیانو یکی از چهره‌های مهم ادبی فرانسه محسوب می‌شود.

## زندگی‌نامه
مودیانو از مادری بلژیکی و پدری یهودی اهل ایتالیا در سال ۱۹۴۵ به دنیا آمده‌است وی از چهره‌های نوجوی ادبیات مدرن فرانسه شناخته می‌شود که آثارش هم تحسین منتقدان ادبی را برانگیخته و هم خوانندگان فراوان دارد. مودیانو از نویسندگان پرکار به‌شمار می‌رود و برخی از کارهای او به فیلم نیز برگشته است. جایزه بزرگ آکادمی فرانسه برای ادبیات در سال ۱۹۷۲ نصیب وی شد. در سال ۱۹۷۸ جایزه معتبر فرانسوی گنکور را برای رمان خیابان بوتیک‌های تاریک دریافت کرد. در سال‌های اخیر رمان‌های «میدان اتوال»، «در کافه جوانی گمشده» و «افق» از این نویسنده منتشر شده‌است. پاتریک مودیانو در ایران نیز کمابیش شناخته شده‌است و چندین عنوان از آثار او به فارسی ترجمه شده‌است. در سال ۲۰۱۰ برنده جایزه دل دوکای انستیتوی فرانسه را برای یک عمر تلاش حرفه‌ای خود شد. همچنین مودیانو در سال ۲۰۱۲ نیز موفق به کسب جایزه دولتی اتریش برای ادبیات اروپا شد. مودیانو در روز پنج شنبه ۹ اکتبر ۲۰۱۴ راس ساعت ۱۳ به وقت محلی از سوی آکادمی نوبل به عنوان برنده جایزه نوبل ادبیات
اعلام شد.

## کتابشناسی
خ‍ی‍اب‍ان ب‍وت‍ی‍ک‌ه‍ای ت‍اری‍ک اولین رمانی بود که در سال 1380 از مودیانو به فارسی ترجمه شد. نام مودیانو در دههٔ هشتاد شمسی در ایران مطرح شد و بلافاصله بعد از اینکه او در سال 2014 موفق به دریافت جایزه نوبل شد، تب ترجمه آثار او شدت گرفت و مترجمان جوان به ترجمه آثار او هجوم آوردند؛ برخی از رمان‌های او نظیر خاطرات خفته چند بار، بی‌آنکه ضرورتی داشته باشد، توسط مترجمان مختلف به فارسی برگردانده شده اند.
عناوین منتشرشده از آثار پاتریک مودیانو به زبان فرانسوی و به ترتیب انتشار به شرح زیر است. در مقابل آن نیز مشخصات عناوینی که به فارسی ترجمه شده‌است، براساس پایگاه کتابشناسی کتابخانه ملی ایران آمده‌است.
- (۱۹۶۸) La Place de l'étoile
- (۱۹۶۹) La Ronde de nuit
- (۱۹۷۲) Les Boulevards de ceinture - «بیراه»، ترجمهٔ آرش نقیبیان (تهران: فرهنگ آرش، ۱۳۹۲)
- (۱۹۷۴) Lacombe, Lucien
- (۱۹۷۵) Villa triste - «ویلای دلگیر»، ترجمهٔ حسین سلیمانی‌نژاد (تهران: چشمه، ۱۳۸۹)
- (۱۹۷۷) Livret de famille - «شجره خانوادگی»، ترجمهٔ مهسا ابهری (تهران: فرهنگ جاوید، ۱۳۹۰)
- (۱۹۷۸) Rue des Boutiques obscures - «خ‍ی‍اب‍ان ب‍وت‍ی‍ک‍ه‍ای ت‍اری‍ک»، ترجمهٔ ف‍روغ اح‍م‍دی (ت‍ه‍ران: ت‍رف‍ن‍د، ۱۳۸۰)، «خیابان بوتیک‌های خاموش»، ترجمهٔ ساسان تبسمی (تهران: افراز، ۱۳۸۸)
- (۱۹۸۱) Une jeunesse - «جوانی»، ترجمهٔ حسین سلیمانی‌نژاد (تهران: نشر چشمه، ۱۳۸۹)
- (۱۹۸۱) Memory Lane
- (۱۹۸۲) De si braves garçons
- (۱۹۸۴) Quartier Perdu - «محلهٔ گم‌شده»، ترجمهٔ اصغر نوری (تهران: افراز، ۱۳۸۸)
- (۱۹۸۶) Dimanches d'août - «یکشنبه‌های اوت»، ترجمهٔ شیرازه آیت‌اللهی (تهران: اشتاد، ۱۳۸۹)، «یکشنبهٔ اوت»، ترجمهٔ منیره اکبر پوران (تهران: چشمه، ۱۳۹۰)
- (۱۹۸۸) Catherine Certitude - «آه! ای سرزمین محبوب من»، ترجمهٔ رؤیا خویی (تهران: چاپ و نشر نظر، ۱۳۸۹)
- (۱۹۸۸) Remise de peine
- (۱۹۸۹) Vestiaire de l'enfance
- (۱۹۹۰) Voyage de noces - «سفر ماه عسل»، ترجمهٔ نسرین اصغرزاده (تهران: افراز، ۱۳۸۸)، «ماه عسل»، ترجمهٔ حسین سلیمانی‌نژاد (تهران: چشمه، ۱۳۸۸)
- (۱۹۹۱) Fleurs de ruine
- (۱۹۹۲) Un cirque passe - «سیرکی که می‌گذرد»، ترجمهٔ نسیم موسوی‌پاک (تهران: چشمه، ۱۳۹۳)
- (۱۹۹۳) Chien de printemps
- (۱۹۹۵) Du plus loin de l'oubli
- (۱۹۹۷) Dora Bruder - «دورا برودر»، ترجمهٔ نسرین اصغرزاده (تهران: افراز، ۱۳۹۰)
- (۱۹۹۹) Des inconnues - «ناشناخته‌ماندگان»، ترجمهٔ ناهید فروغان (تهران: چشمه، ۱۳۸۷)
- (۲۰۰۱) La Petite Bijou - «م‍را ن‍گ‍ی‍ن ک‍وچ‍ول‍و م‍ی‌ن‍ام‍ی‍دن‍د»، ترجمهٔ ن‍اه‍ی‍د ف‍روغ‍ان (تهران: اخ‍ت‍ران، ۱۳۸۳)
- (۲۰۰۳) Accident nocturne - «تصادف شبانه»، ترجمهٔ حسین سلیمانی‌نژاد (تهران: نشر چشمه، ۱۳۸۹)، تصادف شبانه ترجمهٔ مهسا ابهری (تهران: فرهنگ جاوید، ۱۳۹۱)
- (۲۰۰۴) Un pedigree
- (۲۰۰۷) Dans le café de la jeunesse perdue - «در کافه جوانی گمشده»، ترجمهٔ ساسان تبسمی (تهران: افق، ۱۳۸۸)، ترجمهٔ سوده اسکندری (تهران: چشمه، ۱۳۸۹)
- (۲۰۱۰) L'Horizon - «افق»، ترجمهٔ حسین سلیمانی‌نژاد (تهران: چشمه، ۱۳۸۹)
- (۲۰۱۲) L'Herbe des nuits «علف شبانه»، ترجمهٔ شبنم درویش (تهران: نشر چشمه، ۱۳۹۴)، «چمن شب‌ها»، ترجمهٔ مریم جلالی فراهانی (تهران: فرهنگ آرش، ۱۳۹۴)
- (۲۰۱۴) Pour que tu ne te perdes pas dans le quartier - «برای این که در محله گم نشی»، ترجمهٔ زهرا خدادادی (تهران: کتاب کوله‌پشتی، ۱۳۹۴)
- (۲۰۱۷) souvenirs dormants «خاطرات خفته»، ترجمهٔ مریم سپهری (تهران: نشر مجید، ۱۳۹۶)؛ «خاطرات خفته»، ترجمهٔ مهین کاظمی (تهران: روزنه،1397)؛ «خاطرات خفته»، ترجمهٔ الهام دارچینیان (تهران: قطره، 1397)